# 재무관
재무관(quaestor, 콰이스토르)는 로마 공화정의 선출직 공직인 쿠르수스 호노룸의 하나로 군대나 당국의 재정과 회계 일을 맡는 관직이다.
기원전 420년부터 4명의 재무관을 매년 민회에서 선출했고 기원전 267년부터는 10명으로 늘어났다. 일부는 로마에 남았고 일부는 속주 총독이나 군단에 파견되었다.
기원전 81년 술라의 개혁 이후로 재무관의 수는 20명으로 늘어났으며 취임 가능 연령을 최소 30세 이상으로 정했고 재무 관직이 끝나면 자동으로 원로원에 들어갈 수 있는 자격을 부여했다.

## 같이 보기
- 쿠르수스 호노룸
- 고대 로마